# Pamięcin (województwo wielkopolskie)
Pamięcin – wieś w Polsce położona w województwie wielkopolskim, w powiecie kaliskim, w gminie Blizanów.
Do 1954 roku istniała gmina Pamięcin. W latach 1975–1998 miejscowość należała administracyjnie do województwa kaliskiego.